# ماسايا سايتو
ماسايا سايتو (باليابانية: 斎藤 雅也) (8 يونيو 1985 في طوكيو في اليابان – )؛ هو لاعب كرة قدم ياباني سابق كان يلعب كمدافع.

## وصلات خارجية
- ماسايا سايتو على موقع رابطة كرة القدم اليابانية للمحترفين (اليابانية)
- ماسايا سايتو على موقع Soccerway.com (الإنجليزية)